# Ort im Innkreis
Ort im Innkreis  ist eine Gemeinde in Oberösterreich im Bezirk Ried im Innkreis  im Innviertel mit 1388 Einwohnern (Stand 1. Jänner 2025). Die Gemeinde liegt im Gerichtsbezirk Ried im Innkreis.

## Geografie
Ort im Innkreis liegt im Innviertel, wo der Hözlarnbach in die Antiesen mündet. Diese fließt auf 360 Meter Höhe entlang der westlichen Gemeindegrenze nach Norden zum Inn. Nach Nordosten steigt das Land hügelig zu bewaldeten Höhen von 440 Meter an.
Die Gesamtfläche beträgt elf Quadratkilometer. Davon werden siebzig Prozent landwirtschaftlich genutzt, sechzehn Prozent sind bewaldet.

### Gemeindegliederung
Das Gemeindegebiet umfasst folgende Ortschaften (in Klammern Einwohnerzahl Stand 1. Jänner 2025):
- Aichberg (75) samt Bamersberg, Niederaschbach und Schneglberg
- Aigen (39)
- Bischelsdorf (123)
- Kammer (0)
- Kellern (15)
- Ort im Innkreis (890) samt Au
- Osternach (206)
- Stött (40)

### Nachbargemeinden
| Antiesenhofen | Eggerding (SD)                              |             |
| Reichersberg  | Kompassrose, die auf Nachbargemeinden zeigt | Lambrechten |
|               | St. Martin im Innkreis                      |             |

## Geschichte
Die erste urkundliche Erwähnung betrifft den Ortsteil Osterrnach. Der Name „Ort“ wird erstmals 1120 genannt. Es entstanden zwei Hofmarken. Die Obere Hofmark gehörte dem Stift Reichersberg, die Untere Hofmark zum Schloss Ort. Als 1709 das Stift Reichersberg die Untere Hofmark kaufte, begann die gemeinsame Geschichte des Dorfes Ort. Eine eigenständige Gemeinde wurde Ort im Jahr 1879.
Nach dem Anschluss Österreichs an das Deutsche Reich am 13. März 1938 gehörte der Ort zum Gau Oberdonau. Nach 1945 erfolgte die Wiederherstellung Oberösterreichs.

### Einwohnerentwicklung
Im Jahr 1991 hatte die Gemeinde 1.202 Einwohner. Trotz positiver Geburtenbilanz (+53) sank die Bevölkerungszahl wegen der Abwanderung auf 1.181 Einwohner im Jahr 2001. Im nächsten Jahrzehnt ging die Wanderungsbilanz auf −5 zurück, sodass bei fast gleichbleibender Geburtenbilanz die Einwohnerzahl auf 1.221 Personen stieg.

## Kultur und Sehenswürdigkeiten

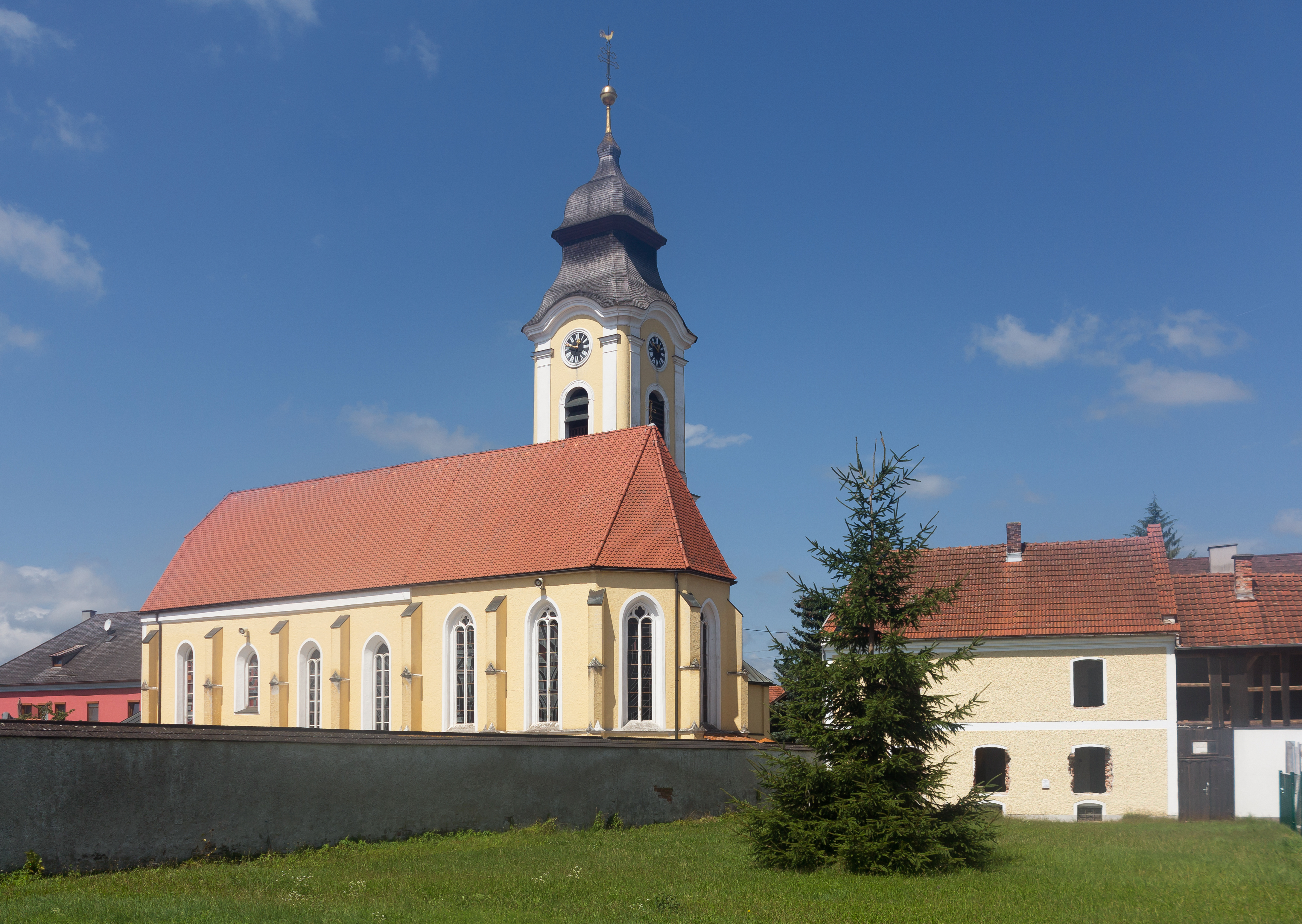
Pfarrkirche Ort im Innkreis

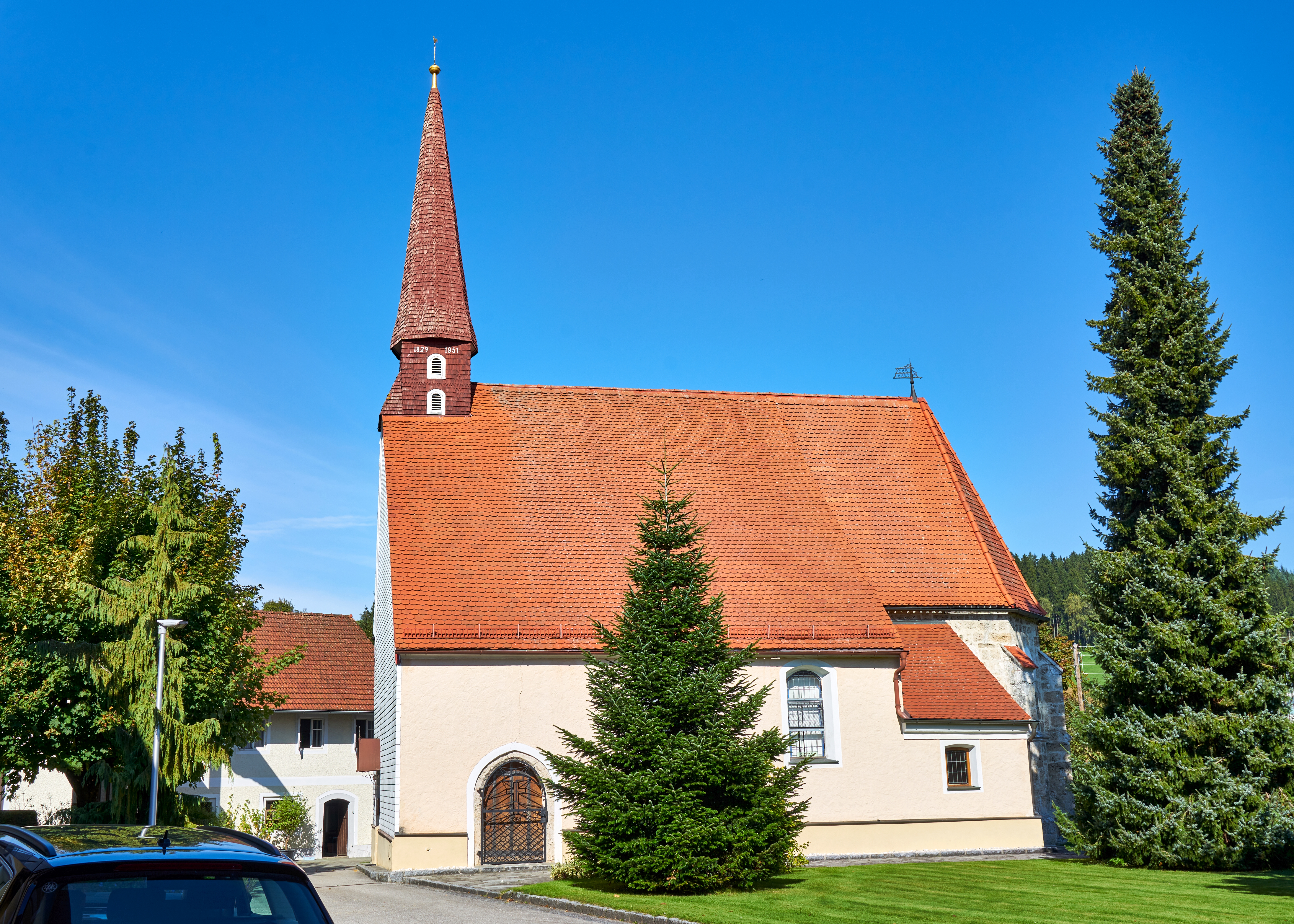
Filialkirche Osternach

- Katholische Pfarrkirche Ort im Innkreis hl. Andreas
- Filialkirche Osternach hl. Veit

### Regelmäßige Veranstaltungen
- Woodstock der Blasmusik

## Wirtschaft und Infrastruktur

### Wirtschaftssektoren
Von den 31 landwirtschaftlichen Betrieben des Jahres 2010 wurden 19 im Haupt-, elf im Nebenerwerb und eine von einer juristischen Person geführt. Die Haupterwerbsbauern bewirtschafteten mehr als drei Viertel der Flächen. Im Produktionssektor arbeiteten 117 Erwerbstätige im Bereich Herstellung von Waren, 48 in der Bauwirtschaft und acht in der Wasserver- und Abfallentsorgung. Die wichtigsten Arbeitgeber des Dienstleistungssektors waren die Bereiche Handel (124), Verkehr (98), Finanz- und Versicherungsdienstleistungen (40) und soziale und öffentliche Dienste (36 Mitarbeiter).
| Wirtschaftssektor            | Anzahl Betriebe | Anzahl Betriebe | Erwerbstätige | Erwerbstätige |
| Wirtschaftssektor            | 2011            | 2001            | 2011          | 2001          |
| ---------------------------- | --------------- | --------------- | ------------- | ------------- |
| Land- und Forstwirtschaft 1) | 31              | 44              | 61            | 74            |
| Produktion                   | 18              | 16              | 173           | 250           |
| Dienstleistung               | 50              | 29              | 323           | 357           |

1) Betriebe mit Fläche in den Jahren 2010 und 1999
| Im Jahr 2011 lebten 596 Erwerbstätige in Ort im Innkreis. Davon arbeiteten 174 in der Gemeinde, mehr als siebzig Prozent pendelten aus. | Die zur Anzeige dieser Grafik verwendete Erweiterung wurde dauerhaft deaktiviert. Wir arbeiten aktuell daran, diese und weitere betroffene Grafiken auf ein neues Format umzustellen. (Mehr dazu) |

- Straße: Die Abfahrt Ort im Innkreis von der Innkreisautobahn (A8) liegt zwar nur etwa einen Kilometer westlich des Ortszentrums, allerdings befindet sie sich bereits auf Reichersberger Gemeindegebiet.[9]
- Öffentlicher Verkehr: Von Montag bis Freitag ist Ort im Innkreis durch die Postbus-Linie 840 (Ried im Innkreis – Aurolzmünster – Osternach – Antiesenhofen) des OÖVV an die Bezirkshauptstadt angebunden.[10]
- Fahrrad: Durch Ort im Innkreis verläuft ein kurzer Abschnitt des Antiesen-Radweges (R23).[11]

### Öffentliche Einrichtungen
In der Gemeinde gibt es einen Kindergarten, eine Volksschule, eine Mehrzweckhalle und eine Kläranlage.

## Politik

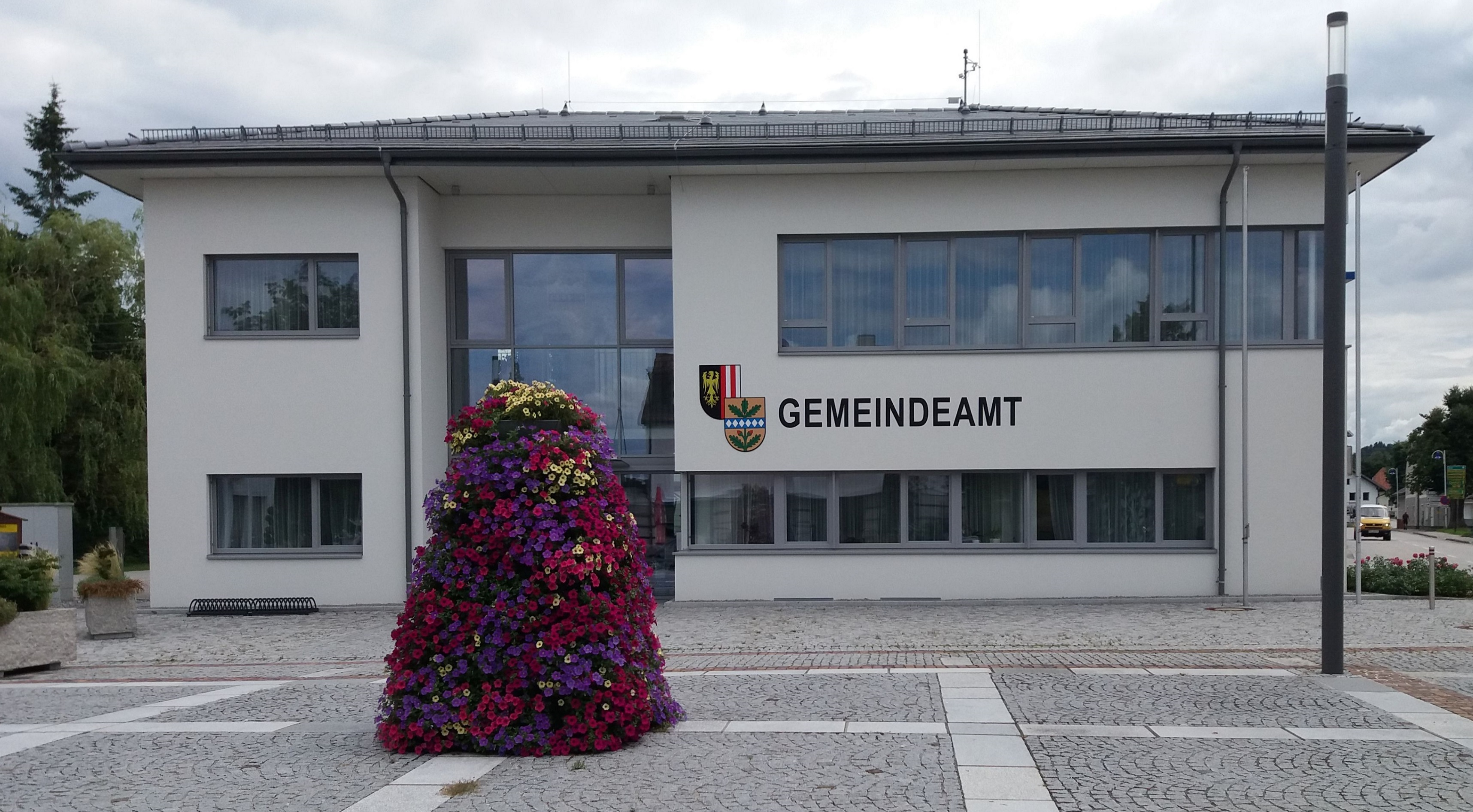
Gemeindeamt Ort im Innkreis

### Gemeinderat
Der Gemeinderat hat 13 Mitglieder.
- Mit den Gemeinderats- und Bürgermeisterwahlen in Oberösterreich 1997 hatte der Gemeinderat folgende Verteilung: 9 ÖVP, 7 FPÖ und 3 SPÖ. (19 Mandate)
- Mit den Gemeinderats- und Bürgermeisterwahlen in Oberösterreich 2003 hatte der Gemeinderat folgende Verteilung: 9 ÖVP, 6 FPÖ und 4 SPÖ. (19 Mandate)
- Mit den Gemeinderats- und Bürgermeisterwahlen in Oberösterreich 2009 hatte der Gemeinderat folgende Verteilung: 9 ÖVP, 8 FPÖ und 2 SPÖ. (19 Mandate)
- Mit den Gemeinderats- und Bürgermeisterwahlen in Oberösterreich 2015 hatte der Gemeinderat folgende Verteilung: 7 FPÖ, 4 ÖVP, 1 SPÖ und 1 GRÜNE. (13 Mandate)
- Mit den Gemeinderats- und Bürgermeisterwahlen in Oberösterreich 2021 hat der Gemeinderat folgende Verteilung: 6 FPÖ, 5 ÖVP und 2 GRÜNE.[12][13]

### Bürgermeister
Bürgermeister seit 1879 waren:
- 1879–1882 Josef Maier
- 1882–1885 Johann Langgruber
- 1885–1888 Felix Maier
- 1888–1891 Johann Langgruber
- 1891–1894 Alois Daller
- 1894–1897 Johann Langgruber
- 1897–1900 Sebastian Ranseder
- 1900–1903 Georg Helm
- 1903–1906 Felix Dietrich
- 1906–1909 Josef Essl
- 1909–1912 Alois Desch
- 1912–1919 Franz Lindinger
- 1919–1920 Felix Hofbauer
- 1920–1924 Johann Kittl
- 1924–1929 Sebastian Ranseder
- 1929–1932 Johann Kittl
- 1932–1938 Felix Hofbauer
- 1938–1945 Felix Karl
- 1945–1945 Karl Egger
- 1945–1949 Franz Ranseder
- 1949–1955 Karl Berger
- 1955–1972 Karl Wiesner
- 1972–1991 Karl Egger
- 1991–2003 Josef Reinthaler
- 2003–2009 Manfred Hauer (ÖVP)
- seit 2009 Walter Reinthaler (FPÖ)

### Wappen
Offizielle Beschreibung des Gemeindewappens: In Gold ein grüner, aus dem Schildfuß wachsender Eichenzweig, der von einem blauen Balken mit darin stehenden, silbernen Rauten so überdeckt wird, dass oben drei Blätter und unten zwei Blätter und darüber zwei rote Eicheln sichtbar sind. Die Gemeindefarben sind Grün-Weiß-Grün.

## Persönlichkeiten

### Söhne und Töchter der Gemeinde
- Elfriede Gscheidlinger (1915–2013), Mundartautorin
- Gerhard Knogler (* 1943), Bildhauer und Hochschullehrer
- Angela Summereder (* 1958), Regisseurin